# Marià Ribas i Bertran
Marià Ribas i Bertran (Mataró, 23 de juny de 1902 - 11 de setembre de 1996) fou un arqueòleg, historiador i dibuixant català.

## Biografia
Estudià dibuix a l'escola nocturna d'Arts i Oficis de Mataró i després treballà en la foneria i taller de maquinària de la casa Klein. Seguidament entrà al taller de l'arquitecte Lluís Gallifa. El 1919 fou sol·licitat per l'arquitecte mataroní Josep Goday i Casals, aleshores cap del Servei d'Arquitectura de l'Ajuntament de Barcelona. Des d'aquest lloc de treball feu amistat amb personalitats com Adolf Florensa, Joaquim M. Nadal, Nicolau d'Olwer, Ignasi Iglésies, Manuel Ainaud, Ventura Gasol i Duran i Sampere. La seva afició per l'arqueologia el portà a establir coneixença amb Puig i Cadafalch, Bosch i Gimpera, Josep Colominas, Josep de Calassanç Serra i Ràfols...
L'any 1947, el Patronat del Museu Municipal de Mataró creà la Secció d'Història i Arqueologia i nomenà Marià Ribas com a president; pocs anys més tard, la Dirección General de Bellas Artes el nomenà Comissari d'Excavacions Arqueològiques de Mataró. S'envoltà de col·laboradors i dirigí moltes excavacions a Mataró i comarca, de nombroses vil·les romanes, necròpolis, sitges, poblats ibèrics i altres jaciments. A inicis dels anys seixanta, l'equip d'aficionats s'anà engruixint i es constituí l'actual Secció Arqueológica del Museu Comarcal.
Aconsellat pel Dr. Lluís Pericot, amplià el seu camp de recerca i entrà a treballar per a l'Institut d'Arqueologia de la Universitat de Barcelona. En el camp professional del dibuix, treballà al costat de l'arquitecte Jeroni Martorell, responsable de la restauració de monuments per a Catalunya, València i Mallorca. Amic de Joan Peiró, durant la guerra civil espanyola va dur a terme diverses iniciatives de preservació de monuments dels desastres de la guerra.
Entre els reconeixements que rebé cal destacar el Premi Ciutat de Mataró el 1962, el 1963 guanyà un Premi Iluro de Monografia Històrica. El 1966 fou nomenat Membre Corresponent de l'Institut Arqueològic Alemany de Berlin. El 1973 obtingé un accèssit al Premi Iluro i el 1975 fou nomenat Membre d'Honor del Patronat del Museu Municipal de Mataró. És autor de nombroses publicacions il·lustrades amb multitud de plantes i dibuixos seus. El 1995 va rebre la Creu de Sant Jordi.
El dia 23 d'octubre de 2014 es va dur a terme l'acte institucional de nomenament de Marià Ribas com a "mataroní il·lustre", amb la presentació del retrat realitzat pel pintor Manuel Cusachs que va passar a formar part de la Galeria de Mataronins i Mataronines il·lustres

## Obres
- Notes històriques de Mata (1933)
- Orígens i fets històrics de Mataró (1934)
- El poblament d'Ilduro (1952)
- La vil·la romana de la Torre Llauder de Mataró (1952)
- La Capella pre-romànica de Sant Cristòfor de Cabrils (1960) amb Lluís Ferrer i Clariana
- Monuments Historiques et Artistiques et sites du Maresme (1963) amb Lluís Ferrer i Clariana
- Els orígens de Mataró Premi Iluro de Monografia Històrica (1963)
- El Maresme en els primers segles del Cristianisme (1976)
- La vil·la romana de Figuera Major. Mataró (1982)
- Tradicions populars i costums mataronins: supersticions i bruixeria (1991) amb Ramon Coll i Monteagudo